# 교토 예술대학

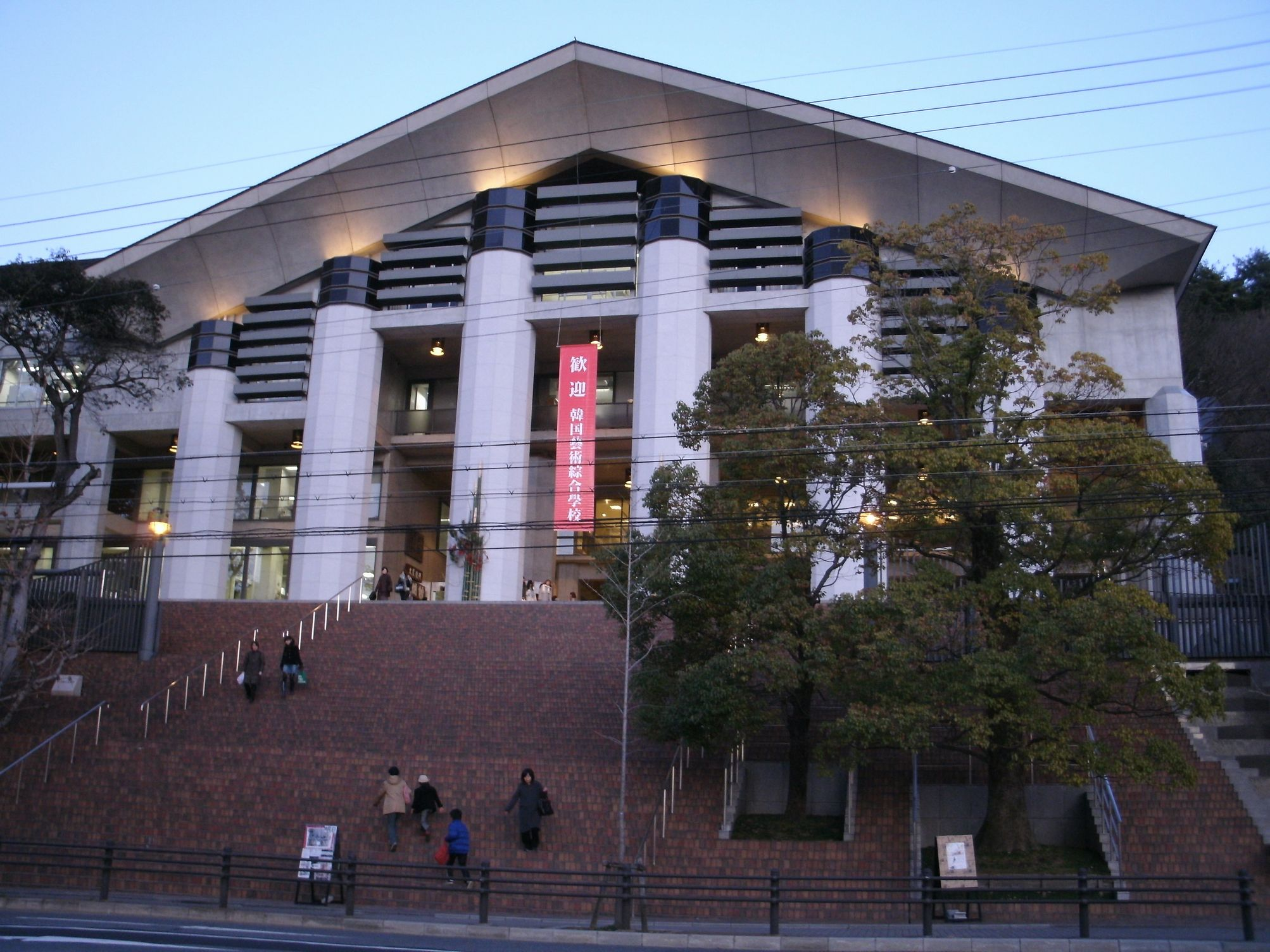

교토예술대학(일본어: 京都芸術大学, 영어: Kyoto University of the Arts)는 1991년에 설립된 교토부 교토시 사쿄구에 있는 일본의 사립대학이다. 우류야마 학원 재단에서 설립한 영리성 사립 대학. 공식 약칭은 우리게이(瓜芸), 교토우리게이(京都瓜芸).
교명 변경전 교토조형예술대학(일본어: 京都造形芸術大学, 영어: Kyoto University of Art and Design).